# Will Frazier
Wilbert Bennie Frazier, detto Will (Minden, 25 agosto 1942 – DeSoto, 19 gennaio 2018), è stato un cestista statunitense, professionista nella NBA e nella ABA.

## Carriera
È stato selezionato dai San Francisco Warriors al secondo giro del Draft NBA 1965 (9ª scelta assoluta).